# 讓-巴蒂斯特·沙依諾
讓-巴蒂斯特·沙依諾（法語：Jean-Baptiste Chaigneau，1769年8月6日—1832年1月31日），越南名字為阮文勝（越南语：／）。「沙依諾」又譯為車柔（Xa Như）或塞玉（Tái Ngọc）。19世紀時期法國海軍士兵、冒險家，以及越南阮朝將領。此人在阮福映奪取越南皇位過程中起著重要作用。他在1794年至1819年、1821年至1826年為阮朝效力。
讓-巴蒂斯特·沙依諾於1769年出生在法國布列塔尼的洛里昂，是百多祿教士支持阮福映奪取越南皇位過程中重要多手下之一。1794年來到越南，跟隨百多祿。沙依諾支持阮福映進攻西山軍，例如在1801年，沙依諾指揮海軍參加了進攻尸耐港的戰役。
阮福映即位為王之後，沙依諾成為越南多一位士大夫。沙依諾與菲利普·瓦尼埃、戴福桑（越南名字為黎文棱）以及讓·馬里·德斯皮奧一起獲得了「掌奇」的稱號，這是越南士族中第二等士族、軍官。阮福映成為越南皇帝後，沙依諾獲得了大將軍的稱號和50名個人衛兵，上朝免行跪拜禮。同瓦尼埃、洛朗·巴里西一樣，沙依諾與越南女子成婚。他娶了天主教徒Ho Thi Hue（胡氏惠？）為妻。
沙依諾成為嘉隆皇帝的參贊，賜名阮文勝。1816年，他與法國外交大臣黎塞留公爵搭上關係。
1819年，沙依諾乘坐亨利（Henri）號回到法國，並於1821年作為法國駐順化的領事來到越南，其目的是讓法國在與越南貿易中得到特權。這也是第一位在越南的法國領事。他曾建議明命帝與法國簽訂和平條約，但被拒絕了。1824年，沙依諾失意地離開了越南。
1826年，他的侄子歐仁·沙依諾（Eugène Chaigneau）來到越南，代替了他領事的位置。
沙依諾的兒子米歇·杜·沙依諾（Michel Duc Chaigneau，越南名字是阮文德 / Nguyễn Văn Đức），曾寫過一本名叫《順化回憶錄》（Souvenirs de Huế）的書，並且在1863年潘清簡出使法國期間的越南使團中扮演著重要角色。在法國，米歇成為財政部的一位專員。另一個兒子讓·沙依諾（Jean Chaigneau）也是法越混血兒，後來成為雷恩城的將軍。
沙依諾於1820年著有《交趾支那的記憶》（Mémoire sur la Cochinchine）一書。同時，他也是越南帝國國歌《登壇宮》的作曲者。

## 相關人物
- 百多祿
- 菲利普·瓦尼埃（Philippe Vannier）
- 讓-馬里·達約（Jean-Marie Dayot）
- 奧利維耶·德·皮曼紐爾（Olivier de Puymanel）
- 西奧多·勒布朗（Théodore Lebrun）

## 腳註
1. ↑  關於阮文勝的真實法文名字，不同越南史料記載皆不同。此處據陳仲金《越南史略》，戴可來譯（中文譯名《越南通史》），商務印書館出版，1992年12月。參見該書289頁正文及腳註。
2. 1 2  Tran, p. 206.
3. ↑  The Mandarin Road to Old Hué by Alastair Lamb , p.180
4. ↑  McLeod, p.11
5. ↑  Tran, p.16
6. 1 2  參照陳仲金《越南史略》的中文譯本，戴可來譯（中文譯名《越南通史》），商務印書館出版，1992年12月。參見該書324頁。
7. ↑  McLeod, p.20.
8. 1 2  Tran and Reid, p.207
9. 1 2  Tran and Reid, p.209
10. ↑  Sovereignty Over the Paracel and Spratly Islands by Monique Chemillier-Gendreau Page 69
11. ↑  McLeod, p.140
12. ↑  A Vietnamese Royal Exile in Japan by My-Van Tran, Tran My-Van
13. 1 2  Chapuis, p.4
14. ↑  Tran and Reid, p.210